# Willi Eichler

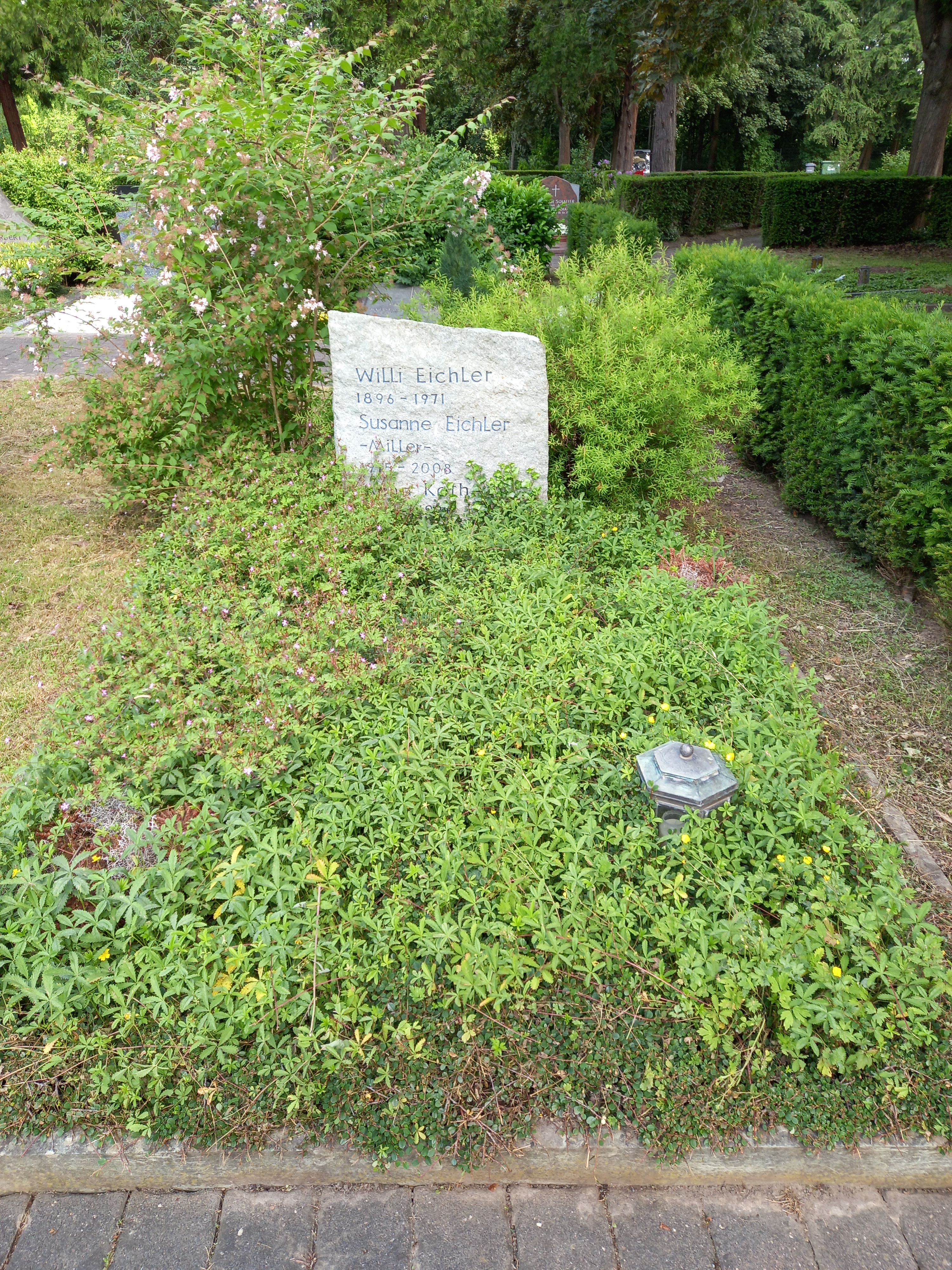
Das Grab von Willi Eichler und seiner Ehefrau Susanne Miller auf dem Südfriedhof (Bonn)

Willi Eichler (* 7. Januar 1896 in Berlin; † 17. Oktober 1971 in Bonn) war ein deutscher Journalist und Politiker (SPD) und Widerstandskämpfer gegen den Nationalsozialismus.

## Leben und Wirken
Eichler war von Beruf Kaufmann. Seit 1922 war er Sekretär des sozialpolitisch engagierten Göttinger Philosophen Leonard Nelson, der den Internationalen sozialistischen Jugendbund (ISJ/IJB) begründet hatte. Von Juni 1922 bis Juni 1923 war er an den Vorbereitungen für das Landerziehungsheim Walkemühle beteiligt, einem weiteren Projekt Nelsons in Zusammenarbeit mit Minna Specht. 1923 trat Eichler in die SPD ein, blieb aber Anhänger Nelsons und wurde im November 1925 auf Beschluss des SPD-Bundesvorstands, da die Zugehörigkeit zum IJB (Nelsonbund) unvereinbar mit der Zugehörigkeit zur Sozialdemokratischen Partei Deutschlands sei, aus der SPD ausgeschlossen. Er gehörte zu den Mitbegründern des Internationalen Sozialistischen Kampfbundes (ISK) im Januar 1926, der als Nachfolgeorganisation des ISJ als politisch-organisatorische Plattform neu gegründet wurde. Nach dem Tod von Nelson 1927 wurde er Vorsitzender des ISK. 1932/33 war er Chefredakteur der vom ISK eigens zum Kampf gegen die Nationalsozialisten gegründeten Tageszeitung Der Funke, deren spektakulärste Aktion ein Dringender Appell zur Reichstagswahl vom Juli 1932 war, in dem – unterstützt von bekannten Künstlern und Wissenschaftlern – zum „Zusammengehen von SPD und KPD für diesen Wahlkampf“ aufgerufen wurde.
Nach dem Reichstagsbrand am 28. Februar 1933 wurde Eichlers Wohnung gleichentags in Abwesenheit durchsucht und ein erheblicher Teil seiner Literatur beschlagnahmt. Eichler tauchte unter und emigrierte im November 1933 über das Saargebiet nach Frankreich. Im Lutetia-Kreis (1935–36) wirkte er mit an dem Versuch, aus dem Exil heraus eine Volksfront gegen die Hitlerdiktatur zu errichten. Er leitete in Paris die Auslandszentrale des ISK und gab von dort aus die Reinhart-Briefe und das ISK-Organ Sozialistische Warte heraus. Vorrangig unterstützte er aus dem Ausland die illegale Tätigkeit des gewerkschaftlichen Widerstandes der Eisenbahner gegen das NS-Regime. Im April verwiesen ihn die französischen Behörden deshalb des Landes. Er emigrierte nach Luxemburg und blieb zunächst dort ansässig. Im Januar 1939 floh Eichler nach England, wo er sich wieder der SPD zuwandte. Gegen Ende seiner Zeit im Londoner Exil arbeitete er intensiv mit Susanne Miller, seiner späteren Ehefrau, zusammen. Er gehörte zum Kontaktkreis der sozialdemokratischen Union zum OSS und war Vorstandsmitglied der „Union deutscher sozialistischer Organisationen in England“ sowie Mitarbeiter des deutschsprachigen Dienstes der BBC.
Willi Eichler unterhielt enge Kontakte zum Landerziehungsheim Walkemühle und dessen Nachfolgeeinrichtungen im dänischen und britischen Exil. Besonders zu dem dort tätigen Gustav Heckmann stand er in engem Kontakt.
1946 kehrte er nach Deutschland zurück. Eichler gründete die Zeitschrift Geist und Tat, die er von 1943 bis 1971 herausgab, und arbeitete bis 1951 zugleich als Chefredakteur der Rheinischen Zeitung. Zudem war er von 1945 bis 1949 Herausgeber der Sozialistischen Presse-Korrespondenz.
Zusammen mit Waldemar von Knoeringen veröffentlichte er 1959 im Namen des Vorstands der SPD die Broschüre Der Katholik und die SPD woraufhin die Union in Deutschland am 3. März 1960 ihre Publikation Informationsdienst mit Der Katholik und die SPD titelte und einen Gegentext veröffentlichte.

## Partei
Eichler, bereits in den 1920er Jahren Mitglied der SPD, beteiligte sich an deren Wiederaufbau nach 1945, war Vorsitzender des SPD-Bezirksverbandes Mittelrhein und gehörte von 1946 bis 1968 dem Parteivorstand der SPD an, seit dem Tode Schumachers dem engeren Vorstand. Er war einer der führenden programmatischen Theoretiker seiner Partei und 1959 als Vorsitzender der Kommission zur Vorbereitung des Godesberger Programms an dessen Entwurf und Durchsetzung entscheidend beteiligt. Unter seinem Einfluss verabschiedete sich die SPD von einer marxistischen Begründung ihrer Politik zugunsten einer ethischen Begründung. Später war er hauptamtliches Vorstandsmitglied der Friedrich-Ebert-Stiftung.

## Abgeordneter
Eichler wurde 1947 in den nordrhein-westfälischen Landtag gewählt, dem er bis März 1948 angehörte, zusätzlich war er 1947/48 Mitglied des Zonenbeirates und 1948/49 des Frankfurter Wirtschaftsrates. Bei der ersten Bundestagswahl 1949 zog er über die nordrhein-westfälische Landesliste der SPD ins Parlament ein und war seit 1952 stellvertretender Vorsitzender des Bundestagsausschusses für Fragen der Presse, des Rundfunks und des Films. Aus dem Bundestag schied er 1953 wieder aus. Von 1950 bis 1954 war Eichler Mitglied der Parlamentarischen Versammlung des Europarates.

## Werke
- Das Parlament als Repräsentant der Öffentlichkeit im Rundfunk. In: Die Freiheit des Rundfunks. München 1956.

Artikel:

kleine Auswahl, aus den Veröffentlichungen von 1934–1948 (verwendete Pseudonyme: u. a. Martin Hart, H. M., Walter Buchholz, Walter Holz, Ernst Friesius, -t., E. F., Hart, H.?, -s., Fr., -lz., s., M. H., -z., W-er.)
- zwei Artikel In: Das Andere Deutschland.
- mindestens 367 Artikel In: Sozialistische Warte.